# Любовь на Рождество
«Любовь на Рождество» (англ. Christmas in Love) — итальянский комедийный фильм, снятый режиссёром Нери Паренти в 2004 году.

## Сюжет
Действие фильма происходит в Гштаде.
Хирург Фабрицио Барбетти влюбится в бывшую жену Лису, с которой изменяет жене Анджеле. Фабрицио и Лиса решают поехать вместе в Гштад, надеясь, что там их партнеры тоже влюбляются друг в друга. Они не знают, что их партнеры уже любовники.
50-летний автогонщик Гуидо Бальди бросает жену ради молодой русской девушки, Софии, которая того же возраста, что дочь Гуидо.
Однажды он встречается с Брэдом, парнём своей дочери, которому тоже 50 лет. Гуидо и Брэд скоро станут врагами.
Домохозяйка Кончетта Ла Роса любит американскую теленовеллу «Дерзкие и красивые». Она особенно обожает главного актёра сериала Ронна Мосса. Однажды у Кончетти возможность провести Рождество с Ронном в Гштаде, но он теряет память из-за инцидента. Когда Ронн встает, Кончетта ему говорит, что они замужем.
У фильма 3 альтернативных финала.

## В главных ролях
- Кристиан Де Сика — Фабрицио Барбетти
- Массимо Больди — Гуидо Бальди
- Дэнни Де Вито — Брэд Ла Гуардия
- Сабрина Ферилли — Лиса Пинцони
- Ронн Мосс — Ронн Мосс
- Тоска Д Акуино — Анджела Барбетти
- Чесаре Боччи — Фаусто Перла
- Кристиана Капотонди — Моника Бальди
- Алена Шередова — София
- Анна Мария Барбера — Кончетта Ла Роса